# Eldey
Eldey (IJslands: Vuureiland) is een klein eiland dat ongeveer 14 kilometer zuidwestelijk van het IJslandse schiereiland Reykjanes ligt. Op een heldere dag is het eiland met het blote oog nog net vanaf de kust zichtbaar. Het eiland heeft een oppervlakte van ongeveer 0,03 vierkante kilometer, en rijst 77 meter steil uit zee omhoog. Op de steile kliffen nestelen vele zeevogels, waaronder de grootste Jan-van-genten kolonie ter wereld (zo’n 70.000 stuks).
In vroeger tijden kwam op het eiland een broedpopulatie reuzenalken voor. Maar ze zijn ze alle uitgeroeid; het laatste broedende paartje reuzenalken werd op 3 juni 1844 op Eldey gedood.